# Ilse van der Meijden
Ilse Suzanne van der Meijden, née le 22 octobre 1988 à Baarn, est une joueuse de water-polo néerlandaise. 

## Carrière
Ilse van der Meijden est sacrée championne olympique aux Jeux d'été de 2008 à Pékin. Elle est aussi médaillée de bronze au Championnat d'Europe de water-polo féminin 2010 à Zagreb.